# 塞雷亞山脈
塞雷亞山脈（西班牙語：Sierra de la Serrella），是西班牙的山脈，位於巴倫西亞自治區的阿利坎特省，長度約15公里，屬於普雷貝蒂科山脈的一部分，最高點海拔高度1,379米。